# シグニファイ
シグニファイ（オランダ語: Signify N.V.）は、オランダ・アイントホーフェンに本拠を置く、業務用および一般消費者向けの照明機器開発メーカー。日本法人はシグニファイジャパン合同会社。ユーロネクスト・アムステルダム上場企業（Euronext: LIGHT ）。

## 沿革
フィリップスの照明事業の分社化によって設立された企業である。1891年のフィリップス創業以来の歴史を持つ同事業について、2014年9月、フィリップスは「フィリップスライティング」（Philips Lighting）として分社化を発表、2016年5月、フィリップスはフィリップスライティングの株式の約4分の1を売却し、フィリップスライティングは株式公開企業となった。以後フィリップスによる株式売却が段階的に進み、2019年に全株式の売却を完了した。
2018年5月、フィリップスライティングから現行の社名へと変更した。社名変更後も、フィリップスとのライセンス契約に基づき、引き続き製品にはフィリップスのブランドを使用している。

## 日本法人
日本法人「シグニファイジャパン合同会社」は、フィリップス日本法人の照明機器事業部（1953年設立）の後身にあたり、分社時点ではフィリップス日本法人と同じビルに所在していたが、現在は品川区西五反田にオフィスを持つ。2019年1月7日、旧社名の「フィリップスライティングジャパン合同会社」から本国法人に合わせる形で改称した。家庭用製品として、ワイヤレス照明システム「Philips Hue」を、業務用製品としてLED照明器具やCDMランプなどを販売している。